# Charade (1963)
Charade is een Amerikaanse speelfilm uit 1963 van regisseur Stanley Donen, geschreven door Peter Stone en Marc Behm, met in de hoofdrollen Cary Grant en Audrey Hepburn. Andere acteurs zijn: Walter Matthau, James Coburn, George Kennedy, Dominique Minot, Ned Glass en Jacques Marin. De film omvat drie genres: thriller, romantische film en comedy.
De film valt op door zijn scenario en dan met name de gesprekken tussen Grant en Hepburn, door opname op locatie in Parijs, door de score en de soundtrack van Henry Mancini, en door de begintitels in animatievorm door Maurice Binder. Charade heeft over het algemeen positieve recensies van critici ontvangen en bovendien werd opgemerkt dat het invloeden bevat van genres zoals whodunit, screwball-comedy en spionagetriller. Er is ook naar verwezen als "de beste Hitchcock-film die Hitchcock nooit heeft gemaakt."

## Verhaal
Regina "Reggie" Lampert (Audrey Hepburn) ontmoet de charmante Peter Joshua (Cary Grant) tijdens een skitrip in Megeve. Ze gaat vervolgens naar Parijs om een echtscheiding aan te vragen, maar eenmaal in haar flat ontdekt ze dat al haar spullen zijn verkocht. Even later blijkt dat haar echtgenoot Charles vermoord is.
Ze komt al snel in contact met CIA-agent Hamilton Bartholemew (Walter Matthau). Hij vertelt dat Charles betrokken was bij criminele zaken tijdens de Tweede Wereldoorlog, samen met 'Tex' Panthollow (James Coburn), Herman Scobie (George Kennedy), Leopold Gideon (Ned Glass) en Carson Dyle.
Dan komt ze Peter weer tegen. Ze wordt verliefd op hem en probeert samen met hem uit te zoeken wat ze verder moet doen. Hij verandert ondertussen steeds zijn naam om haar te verwarren. Hij geeft ook toe dat hij achter het geld van haar man aan zit.

## Rolverdeling
| Acteur         | Personage               |
| -------------- | ----------------------- |
| Audrey Hepburn | Regina 'Reggie' Lampert |
| Cary Grant     | Peter Joshua            |
| Walter Matthau | H. Bartholemew          |
| James Coburn   | Tex Panthollow          |
| George Kennedy | Herman Scobie           |

## Trivia

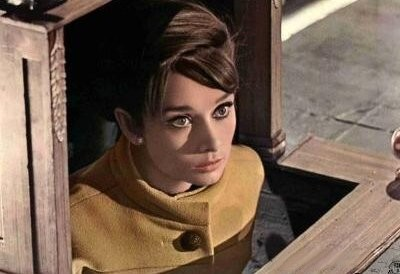
Audrey Hepburn als Reggie

- Cary Grant voelde zich ongemakkelijk omdat hij in een romantische film speelde waarin zijn tegenspeler oud genoeg was om zijn dochter te zijn.
- De scène waar Regina ijs morst over Adams pak, was volgens Audrey Hepburn een ongeluk dat niet gepland was.
- In eerste instantie zou Cary Grant de rol afslaan vanwege het grote leeftijdsverschil tussen Grant en Audrey Hepburn. De hoofdrollen zouden dan gegaan zijn naar Warren Beatty en Natalie Wood.
- De film is publiek domein.
- In 2002 kwam een remake van de film, genaamd The Truth About Charlie, met in de hoofdrollen Thandie Newton en Mark Wahlberg.
- In 2007 zou nog een remake komen, met in de hoofdrollen Eva Green en David Strathairn.[bron?]
- Het themalied van de film werd ook gebruikt in de Indiase film Gumnaam (1965).